# Hespagarista echione
Hespagarista echione is een vlinder uit de familie uilen (Noctuidae). De wetenschappelijke naam van deze soort is voor het eerst geldig gepubliceerd in 1847 door Boisduval.
De soort komt voor in tropisch Afrika.